# Куннингамия ланцетовидная
Куннингамия ланцетовидная (лат. Cunninghamia lanceolata) — вечнозелёное хвойное дерево из рода Куннингамия (Cunninghamia) в семействе Кипарисовые (Cupressaceae).

## Распространение и экология
В естественных условиях растёт в Китае (провинции Аньхой, Фуцзянь, Ганьсу, Гуандун, Гуанси, Гуйчжоу, Хайнань, Хэнань, Хубэй, Хунань, Цзянсу, Цзянси, Шэньси, Сычуань, Юньнань, Чжэцзян), на Тайване, в Камбодже и в северной части Вьетнама.

## Ботаническое описание
Дерево высотой до 50 метров, обладающее конической или пирамидальной кроной. Диаметр ствола до 3 метров в ширину. Кора тёмно-серого или тёмно-коричневатого цвета, имеющая продольные борозды.
На мутовчатых и раскидистых ветвях располагается тёмно-зелёная хвоя, обладающая ланцетной, прямой или слегка серповидной формой, 0,8—6,5 сантиметра длиной и 0,3—1,2 миллиметра шириной.
Шишки яйцевидные или полукруглые, длиной 2,5—4,5 сантиметра. Цветоножка 2—4 миллиметра длиной. Прицветники сердцевидные, сизого цвета.
Семена тёмно-коричневые с узким крылом, продолговатые или узкояйцевидные, до 4 миллиметров длиной. Опыление приходится на январь — май. Семена созревают в августе — ноябре. Семядоли две.

## Хозяйственное значение и применение
Плотная древесина дерева устойчива против гниения и имеет хорошие механические свойства, из-за чего активно применяется в строительстве зданий, возведении мостов, производстве мебели и получении древесного волокна.
Используется для лесовосстановления и посадок вдоль дорог. В Европе введён в широкую культуру как парковое растение.